# ClaGla
ClaGla（クラグラ、登記社名: 株式会社クラグラ）は、北海道札幌市のゲームメーカー。主にアナログゲームの企画・開発・販売、謎解きゲームイベントの企画開発を行う。

## 来歴
センバノブユキ・daipoが中心になって活動していたボードゲームサークル「CRIMAGE」を前身とし、『たった今考えたプロポーズの言葉を君に捧ぐよ。』の商業化を目的として、2018年5月1日に設立。
2020年6月1日に『Sapporo Game Space』をオープン 。

## 受賞歴
- ゲームマーケット大賞2018優秀作品賞 - 『たった今考えたプロポーズの言葉を君に捧ぐよ。』[5]
- 日本アナログゲーム　ゲームカフェ大賞2018ー2019 - 『たった今考えたプロポーズの言葉を君に捧ぐよ。』[6]

## 作品一覧

### アナログゲーム
- 日常系謎解き 退屈研究所からの手紙（ゲームデザイン / アートワーク : センバ ノブユキ）
- たった今考えたプロポーズの言葉を君に捧ぐよ。（ゲームデザイン / アートワーク : daipo）
- たった今考えたプロポーズの言葉を君に捧ぐよ。ーラバーズピンクー（ゲームデザイン / アートワーク : daipo）
- たった今考えたプロポーズの言葉を君に捧ぐよ。ーストーカーブラックー（ゲームデザイン / アートワーク : daipo）
- コトバーテル （ゲームデザイン : ARAMA / アートワーク : COMMUNE）
- なんだって授賞式（ゲームデザイン : hide / アートワーク : umimal）
- どっちぼーい（ゲームデザイン / アートワーク : daipo）
- たった今考えたプロポーズの言葉を君に捧ぐよ。ー空気クリアー（ゲームデザイン / アートワーク : daipo）
- たった今考えたプロポーズの言葉を君に捧ぐよ。ミニ拡張セットーナゾグラー（ゲームデザイン / アートワーク : daipo） - 謎解き空間『ナゾグラ』とのコラボレーション作[7]。
- たった今考えたプロポーズの言葉を君に捧ぐよ。ミニ拡張セットーゆこるー（ゲームデザイン / アートワーク : daipo） - ボードゲームカフェ『ゆこる』とのコラボレーション作[7]。
- たった今考えたプロポーズの言葉を君に捧ぐよ。ミニ拡張セットーイエローサブマリンー（ゲームデザイン / アートワーク : daipo） - 模型玩具とテーブルゲームの小売・製造・販売会社『ホビーベースイエローサブマリン』とのコラボレーション作[8][9]。
- ちきゅうのボブジテン（ゲームデザイン : Kazuna* / アートワーク : decoctdesign）
- たった今考えたプロポーズの言葉を君に捧ぐよ。ミニ拡張セットー三人称ー（ゲームデザイン / アートワーク : daipo） - ゲーム実況グループ『三人称』とのコラボレーション作[8][10]。
- どさんこボブジテン（ゲームデザイン : Kazuna* / アートワーク : decoctdesign）
- nappy01 INNER CLOCK（ゲームデザイン / アートワーク : daipo）

### 謎解きゲームイベント
- 道の駅リアル謎解きゲーム「ブラックサーモンを倒せ」
- リアル謎解きゲーム「モモイロの箱」
- アイヌの世界を旅するリアル謎解きゲーム「神の魚を手に入れろ」
- 街歩き謎解きゲーム 君ノ知ラナイ大通公園
- アイヌの世界をサケと巡るナゾトキ「めざせ！約束の海（アトゥイ）」
- 街歩き謎解きゲーム 古代地下都市ポロラからの脱出